# NGC 3900
NGC 3900 (другие обозначения — UGC 6786, MCG 5-28-34, ZWG 157.38, IRAS11465+2718, PGC 36914) — галактика в созвездии Лев.
Этот объект входит в число перечисленных в оригинальной редакции «Нового общего каталога».
Галактика NGC 3900 входит в состав группы галактик NGC 3900. Помимо NGC 3900 в группу также входят NGC 3912 и UGC 6791.
Поверхностная плотность нейтрального водорода в галактике очень низкая, а вне неё он расположен асимметрично. В центре NGC 3900 имеются газовые компоненты с аномальной скорость ю.